# Пам'ятник князям Острозьким
Пам'ятник князям Острозьким — скульптурна композиція встановлена на проспекті Незалежності в місті Острог Рівненської області. Скульптор — заслужений художник України С. Чумаков. Композиція складається з трьох бронзових скульптур на бетонному постаменті: в центрі розташована постать преподобного Феодосія (князя Федора Острозького) в схимі,  ліворуч — князь Костянтин Острозький з мечем в руках, праворуч — князь Василь Костянтин Острозький з Біблією. Позаду фігур і вище над ними розташовані аркоподібні бетонні дуги, центральну з яких вінчає держава.
Пам'ятник відкрито 30 вересня 2000 року Президентом України Леонідом Кучмою під час святкування 900-річчя міста Острог.